# North Canberra

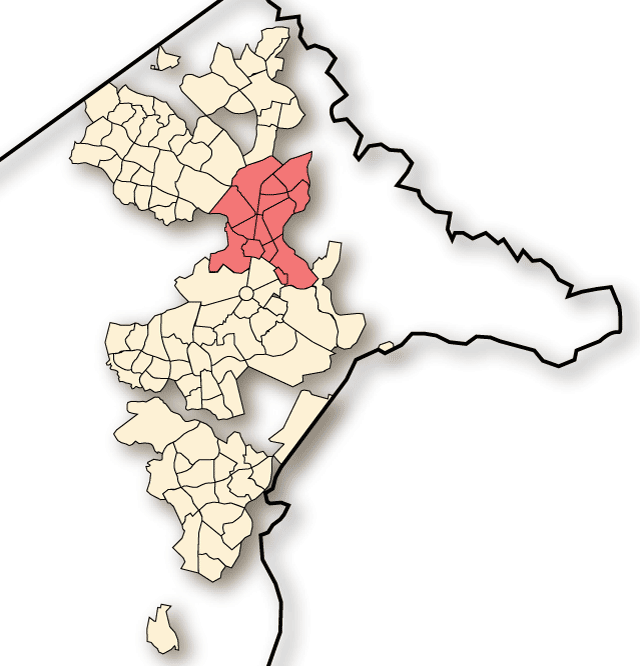
Lage von North Canberra

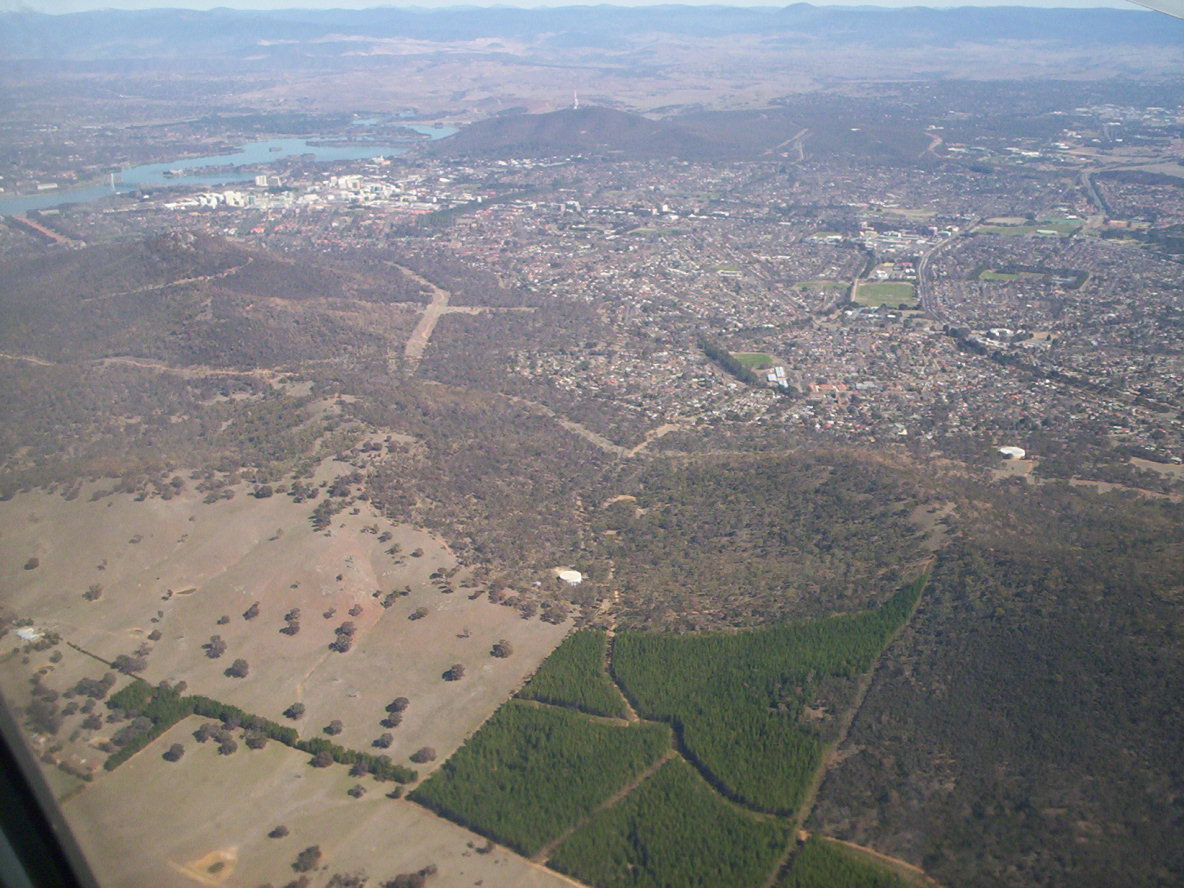
Luftansicht von North Canberra (von Osten her gesehen)

North Canberra, auch als Inner North bezeichnet, ist ein Stadtbezirk von Canberra, der Hauptstadt Australiens. Er ist 206,7 km² groß und umfasst 15 Stadtteile mit insgesamt 40.142 Einwohnern (2003). Der Bezirk gehört zum ältesten Teil von Canberra überhaupt und wurde weitgehend in Übereinstimmung mit den Plänen von Walter Burley Griffin gebaut. Fast alle Stadtteile entstanden 1928; im Jahr 1960 kamen noch Downer, Hackett und Watson hinzu. Im Süden liegt der Lake Burley Griffin, im Osten der Mount Majura und im Norden der Mount Ainslie. Der Barton Highway und der Federal Highway bilden die nördliche Grenze.

## Sehenswürdigkeiten
- City (umgangssprachlich Civic oder auch Canberra City genannt) ist das wichtigste Einkaufs- und Geschäftsviertel von Canberra
- In Russell befinden sich das Hauptquartier der Australian Defence Force und zahlreicher weiterer Regierungsbehörden, jedoch keine Wohnhäuser
- Die Australian National University befindet sich im Stadtteil Acton, die Australian Defence Force Academy und das Royal Military College Duntroon im Stadtteil Campbell
- Australian War Memorial und ANZAC Parade

## Stadtteile
| - Acton - Ainslie - Braddon - Campbell - City | - Dickson - Downer - Duntroon - Hackett - Lyneham | - O’Connor - Reid - Russell - Turner - Watson |